# Liste der Kreisstraßen im Eifelkreis Bitburg-Prüm
Diese Liste der Kreisstraßen im Eifelkreis Bitburg-Prüm ist eine Übersicht der Kreisstraßen im rheinland-pfälzischen Eifelkreis Bitburg-Prüm.

## Abkürzungen
- K: Kreisstraße
- L: Landesstraße

## Liste
Die Kreisstraßen behalten die ihnen zugewiesene Nummer in der Regel nicht bei einem Wechsel in einen anderen Landkreis oder in eine kreisfreie Stadt. Nicht vorhandene bzw. nicht nachgewiesene Kreisstraßen werden in Kursivdruck gekennzeichnet, ebenso Straßen und Straßenabschnitte, die unabhängig vom Grund (Herabstufung zu einer Gemeindestraße oder Höherstufung) keine Kreisstraßen mehr sind. Der Straßenverlauf wird in der Regel von Nord nach Süd und von West nach Ost angegeben.
| Nr.   | Verlauf |
| ----- | --- |
| K 1   | K 3 – Kruchten – L 2 – L 3 |
| K 2   | – Bierendorf – Lahr (Eifel) – K 6 – Hüttingen bei Lahr – L 8 – K 3 |
| K 3   | K 5 in Ammeldingen an der Our – Niedersgegen – L 1 – K 1 –K 2 – L 2 in Hommerdingen |
| K 4   | Freilingen – L 3 – L 4 – Halsdorf – K 11 – K 12 in Stockem |
| K 5   | L 6 in Roth an der Our – Gentingen – Ammeldingen an der Our – K 3 – Wallendorf – K 92 – L 6 |
| K 6   | K 50 – Berscheid – Geichlingen – – K 2 in Lahr (Eifel) |
| K 7   | L 2 – Nusbaumerhöhe – Rohrbach |
| K 8   | L 3 in Nusbaum – Nusbaum Ost |
| K 9   | L 8 – Niehl – L 8 – Hisel – K 11 – Baustert – K 10 – K 65 – Feilsdorf – L 7 in Oberweis |
| K 10  | L 8 – Burg – Brimingen – – K 9 in Baustert |
| K 11  | K 9 in Hisel – Olsdorf – K 13 – K 4 |
| K 12  | L 7 in Bettingen – Stockem – K 4 – L 4 |
| K 13  | K 11 in Olsdorf – L 7 in Bettingen |
| K 14  | L 7 in Bettingen – Ingendorf – K 16 – Messerich – K 23 – Birtlingen – |
| K 16  | L 7 in Peffingen – Buchenberg – Dockendorf – K 17 – K 14 in Ingendorf |
| K 17  | K 16 in Dockendorf – Dockendorfermühle – L 2 |
| K 18  | Holsthumerberg – L 2 in Wolfsfelderberg |
| K 19  | L 2/L 4 in Holsthum – Ferschweiler – K 20 – L 1 in Weilerbach |
| K 20  | K 19 in Ferschweiler – K 21 – Ernzen – – Zweikreuz – L 4 in Irrel |
| K 21  | K 20 in Ferschweiler – Prümzurlay – L 4 – Waldhaus – – K 94 |
| K 22  | in Masholder – K 42 – Oberstedem – K 23 – K 97 – Eßlingen – K 24 – Badenborn – L 2 in Meckel |
| K 23  | K 14 in Messerich – Niederstedem – K 97 – K 22 in Oberstedem |
| K 24  | K 22 in Eßlingen – /L 39 |
| K 25  | K 94 – Kaschenbach – K 26 – Gilzem – K 95 – Kreisgrenze – (K 14 im Landkreis Trier-Saarburg) |
| K 26  | K 25 in Kaschenbach – L 2 in Meckel |
| K 27  | K 95 – Idesheim – K 30 – Kreisgrenze – (K 16 im Landkreis Trier-Saarburg) |
| K 29  | L 2 in Meckel – Bellenholz – L 2 in Idenheim |
| K 30  | L 2 – Idesheim – K 27 – Kreisgrenze – (K 1 im Landkreis Trier-Saarburg) |
| K 31  | L 2 – Hosten – L 2 |
| K 32  | K 35 in Trimport – Teitelbach |
| K 33  | L 38 in Badem – Metterich – K 87 – – Hüttingen an der Kyll – K 43 – Röhl – L 39 – Sülm – K 34 – K 35 – L 2 in Idenheim |
| K 34  | Scharfbillig – L 39 – Sülm – K 33 – K 36 – K 35 |
| K 35  | K 33 – Trimport – K 32 – Dahlem – K 36 – K 34 – L 39 |
| K 36  | K 34 in Sülm – K 35 in Dahlem |
| K 37  | L 2 in Auw an der Kyll – Preist – K 38 – K 39 |
| K 38  | L 36 in Speicher – K 39 – K 37 in Preist |
| K 39  | K 38 – K 37 – Orenhofen – L 2 – Kreisgrenze – (K 33 im Landkreis Trier-Saarburg) |
| K 40  | L 39 – Beilingen – K 200 – L 39 |
| K 43  | in Bitburg – Mötsch – Hüttingen an der Kyll – K 33 – Gondorf – L 36 |
| K 47  | (Luxemburg) – Staatsgrenze – Keppeshausen – Waldhof-Falkenstein – L 1 |
| K 48  | L 1 in Preischeid – Affler – Übereisenbach – L 10 in Gemünd |
| K 49  | L 10 – Scheitenkorb |
| K 50  | L 1 in Rodershausen – Gaymühle – Herbstmühle – K 51 – K 6 – Koxhausen – Kreutzdorf – K 53 – K 63 – Neuerburg – L 4 – Scheuern – Altscheuern – Uppershausen – K 61 – L 9                                                         |
| K 51  | L 1 – Falkenauel – Karlshausener Mühle – K 189 – Karlshausen – L 10 – K 50 in Herbstmühle |
| K 53  | L 10 – K 55 – K 54 – Hütten – Kreutzdorf – K 50 – Muxerath – Nasingen – Op dem Besch – |
| K 54  | Althütten – K 53 |
| K 55  | K 53 – L 10 in Leimbach |
| K 56  | Zweifelscheid – K 58 |
| K 57  | K 58 – Ammeldingen bei Neuerburg – K 59 – K 60 – Heilbach – L 10 |
| K 58  | K 116 in Masthorn – K 117 – L 15 – K 145 – L 9 – K 145 – nicht befahrbare Strecke – K 122 in Halenbach – Arzfeld – Neurath – K 142 – Emmelbaum – K 57 – Engelsdorf – Zweifelscheid – K 56 – K 59 – L 10 in Leimbach             |
| K 59  | K 57 in Ammeldingen bei Neuerburg – Grimbach – K 58 |
| K 60  | K 137 in Hölzchen – Windhausen – Heilbach – K 57 – Plascheid – L 10 |
| K 61  | Uppershausen – K 50 – Berkoth – Markstein – K 96 – L 9 – Ringhuscheid – L 10 |
| K 62  | Fischbach – Oberraden – L 8 |
| K 63  | K 50 – Görgenhof – Ackelshof – Obergeckler – |
| K 64  | L 8 – K 66 – Rußdorf – K 65 in Berghausen |
| K 65  | L 9 in Altscheid – Weidingen – L 8 – Hütterscheid – Berghausen – K 64 – Baustert – K 9 – Mülbach – Ludeshof – |
| K 66  | K 64 – Utscheid – Buscht – |
| K 67  | L 7 in Brecht – Bildchen – L 9 – Rittersdorf – L 5 |
| K 68  | L 9 in Koosbüsch – L 7 – Wißmannsdorf – L 9 |
| K 69  | Oberweiler – L 12 – Ehlenz – K 75 – K 74 – K 75 – Bickendorf – L 5 – K 77 – L 32 |
| K 71  | Echtershausen – Hamm – Wiersdorf – K 83 – K 72 – Biersdorf am See – L 12 |
| K 72  | L 12 – Niederweiler – Biersdorf am See – K 71 – L 7 in Wiersdorf |
| K 74  | K 69 in Ehlenz – Heidthof – Ließem – L 7 – L 12 – L 5 – Hohlgass – Nattenheim – K 77 – L 32 – Fließem – K 78 – Otrang – in Erdorf                                                                                               |
| K 75  | K 69 in Ehlenz – Heilenbach – K 76 – K 69 |
| K 76  | K 75 – Schleid – L 5 in Seffern |
| K 77  | K 69 in Bickendorf – K 74 in Nattenheim |
| K 78  | L 32 – K 74 |
| K 79  | Matzen – |
| K 81  | L 33 – Neuheilenbach – K 126 – Neidenbach – K 82 – L 34 in Malbergweich |
| K 82  | L 32 – Neidenbach – K 81 – Sankt Thomas – L 24 – Bruderholz |
| K 83  | Biersdorf am See – K 71 |
| K 84  | Mohrweiler – L 34 in Malberg |
| K 85  | L 34 – Kyllburgweiler – in Seinsfeld |
| K 86  | Etteldorf – K 87 |
| K 87  | L 24 in Kyllburg – K 86 – Wilsecker – K 88 – in Erdorf |
| K 88  | K 87 in Wilsecker – L 24 |
| K 90  | in Orsfeld – Gindorf – L 37 – L 36 – Gelsdorf – Gransdorf – K 190 – Hof Eulendorf – L 35 |
| K 91  | /L 37 in Badem – Pickließem – L 36 – Spangdahlem – K 99 – L 46 |
| K 92  | K 3 – K 5 in Wallendorf |
| K 95  | L 4 – Menningen – nicht existierende Strecke – L 40 – Eisenach – Gilzem – K 25 – K 27 |
| K 96  | K 61 – Burscheid |
| K 97  | K 23 in Niederstedem – K 22 |
| K 99  | K 91 in Spangdahlem – L 46 in Spangdahlem |
| K 101 | Hemmeres – Elcherath – Hasselbach – L 16 – Ihren – K 102 |
| K 102 | L 16 in Steinebrück – K 101 – Winterscheid – K 103 – Winterscheider Berg – L 1 in Bleialf |
| K 103 | L 17 in Ihrenbrück – Mützenich – Schweiler – Winterscheider Mühle – K 102 |
| K 104 | L 1 in Kemm – Radscheid – Oberlascheid – Halenfeld – K 105 – Niederlascheid – L 17 in Bleialf |
| K 105 | K 104 in Steinbach – Buchet – Weidinger – L 17 |
| K 106 | Heckhalenfeld – Winterspelt – L 16 – L 1 in Großlangenfeld |
| K 107 | L 16 – Eigelscheid – L 1 |
| K 108 | Habscheider Mühle – Niederhabscheid – Hollnich – K 116 – L 9 – K 118 in Kesfeld |
| K 109 | Brandscheiderhof – L 12/L 20 in Brandscheid |
| K 110 | L 17 – Herscheid – Sellerich – L 17 – Hontheim |
| K 111 | L 17 – Steinmehlen – Weinsfeld – K 195 – L 18 in Watzerath |
| K 112 | L 12 – Pittenbach – |
| K 116 | K 108 – Masthorn – K 58 – in Lünebach |
| K 117 | K 58 – Strickscheid – L 15 |
| K 118 | L 1 – Kesfeld – K 108 – L 9 – Strecke nicht befahrbar – L 12 in Lünebach – Lierfeld – Matzerath – K 121 – Winringen – K 170 – K 183 – Dingdorf – L 5 in Schönecken                                                              |
| K 119 | L 11 – ohne Abzweig einer klassifizierten Straße – L 11 – L 16 – Schloßheck – K 120 – in Lünebach |
| K 120 | in Pronsfeld – K 119 – K 121 in Orlenbach |
| K 121 | L 16 in Schloßheck – Orlenbach – K 120 – K 118 in Matzerath |
| K 122 | K 144 – Hickeshausen – Halenbach – K 58 – Lichtenborn – Kopscheid – K 140 – Heilhausermühle – L 12 – Strecke unterbrochen – Kinzenburg – L 12 – Merlscheid – K 123 – Eilscheid – K 124 – Heisdorf – K 128 – L 10 in Nimsreuland |
| K 123 | K 122 – K 124 – Pintesfeld – Waxweiler – L 12 – L 10 – K 137 – Niederpierscheid – Oberpierscheid – L 9 – Röllersdorf – Luppertsseifen                                                                                           |
| K 124 | K 123 in Pintesfeld – K 122 – Dackscheid |
| K 125 | L 12 – Urmauel – Mauel – L 9 in Philippsweiler |
| K 126 | L 1o – Lasel – L 5 – Wawern – L 33 – Burbach – Strecke unterbrochen – K 81 in Neuheilenbach – (K 57 im Landkreis Vulkaneifel) – L 24 in Usch                                                                                    |
| K 128 | L 10 – K 122 |
| K 130 | L 12 in Lambertsberg – K 193 – Gesotz – K 194 – L 10 |
| K 132 | L 10 in Gesotz – Feuerscheid – K 184 – L 33 |
| K 137 | Hölzchen – K 60 – L 9 – Scheidchen – K 139 – Lauperath – L 10 in Waxweiler |
| K 139 | Scheidchen-Nord – K 137 in Scheidchen |
| K 140 | L 9 – Manderscheiderhof – Manderscheid – K 122 |
| K 142 | in Daleiden – Olmscheid – L 13 – Leibighof – Pickhof – Kickeshausen – Hahnenpfuhl – K 58 in Neurath |
| K 144 | L 15 in Niederüttfeld – Huchhemmel – K 145 – Binscheid – Huf – K 122 |
| K 145 | L 14 – Binscheid – K 144 – K 58 – Hölzenkopp – L 9 – Stalbach – L 9 |
| K 146 | Wingerich – L 1 – Reipeldingen – K 147 – Daleiden – – K 142 – K 189 – Bommert |
| K 147 | K 146 – Bermischthof – L 14 in Irrhausen |
| K 148 | (CR 339 in Luxemburg) – Staatsgrenze – Tentismühle – L 1 |
| K 149 | L 1 – Dasburg – |
| K 151 | K 152 in Eschfeld – L 14 |
| K 152 | L 1 – Sevenig (Our) – Roscheid – K 153 – K 151 – Eschfeld – Wässerchen – L 14 in Reiff |
| K 153 | L 15 in Leidenborn – Herzfeld – K 152 in Roscheid |
| K 154 | L 1 – Harspelt |
| K 155 | Welchenhausen – K 156 – In der Loch – K 156 – L 15 in Zollamt Lützkampen (Auf dem Halvent) |
| K 156 | K 155 in Welchenhausen – Stupbach – K 155 |
| K 157 | Dackscheid – Heckhuscheid – L 1 |
| K 158 | Laudesfeld – L 1 – Schlausenbach |
| K 159 | K 160 – Wischeid – K 160 in Auw bei Prüm |
| K 160 | Verschneid – K 159 – L 1 in Auw bei Prüm |
| K 161 | L 1 – Kopscheid – L 1 in Roth bei Prüm |
| K 164 | (K 64 im Landkreis Vulkaneifel) – Kreisgrenze – Neuendorf – L 23 – K 169 – Olzheim – – K 171 – Willwerath – Hermespand – Dausfeld – in Prüm                                                                                     |
| K 169 | in Knaufspesch – Olzheim – L 23 – Kleinlangenfeld – K 171 – Kreisgrenze – (K 52 im Landkreis Vulkaneifel) |
| K 170 | (K 33 im Landkreis Vulkaneifel) – Kreisgrenze – Schwirzheim – K 172 – K 178 – – Baselt – Fleringen – L 30 – Rommersheim – L 5 – Ellwerath – K 192 – Oberlauch – L 16 – K 183 – K 118 in Winringen                               |
| K 171 | K 169 in Kleinlangenfeld – K 164 – Willwerath – K 172 – Weinsheim – K 179 – K 164 in Dausfeld |
| K 172 | K 171 – Gondelsheim – K 178 – Schwirzheim – K 170 – Büdesheim – – Kreisgrenze – (K 77 im Landkreis Vulkaneifel) |
| K 178 | K 172 in Gondelsheim – K 170 |
| K 179 | K 171 in Weinsheim – |
| K 180 | Wascheid – K 187 – Gondenbrett – K 181 – in Tafel |
| K 181 | K 180 in Gondenbrett – K 185 – L 17 |
| K 182 | in Niederprüm – |
| K 183 | K 170 – Niederlauch – K 118 |
| K 184 | L 5 in Lasel – K 132 in Feuerscheid |
| K 185 | Obermehlen – K 181 |
| K 187 | K 180 in Wascheid – |
| K 189 | K 146 – K 51 in Falkenauel |
| K 190 | K 90 in Gransdorf – L 46 |
| K 192 | in Niederprüm – – K 170 in Ellwerath |
| K 193 | Hargarten – K 130 |
| K 194 | K 130 in Gesotz – L 33 in Plütscheid |
| K 195 | K 111 in Weinsfeld – |
| K 196 | L 10 in Niederhersdorf – Oberhersdorf |
| K 200 | – K 40 in Beilingen |